# هرمان کوتشرا
هرمان کوتشرا (آلمانی: Hermann Kutschera; ۲۷ آوریل ۱۹۰۳ – ۴ نوامبر ۱۹۹۱) معمار اهل اتریش بود.
از افتخارات وی می‌توان به کسب مدال طلا طراحی ساختمان در بخش مسابقات هنری بازی‌های المپیک تابستانی ۱۹۳۶ اشاره کرد.